# Abundio García Román
Abundio García Román (Jaraicejo, Cáceres, 14 de diciembre de 1906-Madrid, 30 de noviembre de 1989) fue un sacerdote español. Fundador de las Hermandades del Trabajo (1947).

## Biografía
Nacido en la Comarca de Monfragüe, en el seno de una familia de agricultores, formada por Gregorio García Rebollo y Clodoalda Román Soleto y tres hijos, de los que Abundio era el más pequeño. La familia se trasladó a Madrid, donde Abundio padeció una poliomielitis que le provovó una leve cojera. En la capital de España, estudió en el Instituto Cardenal Cisneros y en el Colegio Nuestra Señora de las Maravillas de los Hermanos de la Doctrina Cristiana. Ingresó en el seminario conciliar de Madrid (1918), y tras realizar unos estudios brillantes fue ordenado sacerdote (14 de junio de 1930).
Su primer destino pastoral le llevó a ser el capellán del Presidente de Acción Católica, el Conde de Rodríguez San Pedro; y posteriormente se hizo cargo de un Patronato de enseñanza —una de las obras sociales que habían sido promovidas por el mismo conde— que incluía un colegio en el barrio de Entrevías, donde fue nombrado director (1931). Allí contactó con el mundo laboral —trabajadores y sus familias—, y experimentó su rechazo al mensaje de Jesucristo. Para paliar esta realidad, pensó en evangelizar a los hombres y mujeres que le odiaban únicamente por desconocimiento. Llevó a cabo dicha tarea, tratando de poner remedio a las necesidades de los trabajadores y de sus familias, fruto de la injusticia y de la desigualdad.
Mientras estudiaba en la facultad de Filosofía y Letras (Universidad de Madrid), Leopoldo Eijo y Garay le nombró profesor del seminario, consiliario en Acción Católica y capellán de las Esclavas del Sagrado Corazón (1934).
Durante la Guerra civil fue detenido y encarcelado en la cárcel Modelo (agosto de 1936). Tras ser juzgado, fue absuelto (abril de 1937), y admitido como refugiado en la embajada de Noruega. Concluida la contienda civil, regresó a sus tareas pastorales. Concretamente a las ramas obreras de la Acción Católica, donde fue enviado por el obispo Eijo y Garay, quien también le nombró asesor religioso para la delegación provincial de Sindicatos en Madrid.
Abundio organizó cursillos para trabajadores y supo unir lo ejercitado en la Acción Católica con el apostolado en el mismo lugar del trabajo, mientras compaginaba sus estudios en la Escuela Social de Madrid. Fue nombrado delegado del Secretariado Social diocesano para promover el apostolado entre los trabajadores (1946).

### Inicio de las Hermandades del Trabajo
En septiembre de 1946, Abundio se reunió con José Ramón Otero Pumares, Presidente de la Hermandad Ferroviaria, y con el obispo auxiliar de Madrid, Casimiro Morcillo, con el fin de crear una estructura por profesiones, para canalizar la militancia. Unos meses después (16 de julio de 1947), el obispo Eijo y Garay firmó el decreto por el que se constituían las Hermandades Católicas de Trabajadores.  
Las Hermandades tienen como misión, junto con la defensa de los trabajadores y de sus derechos fundamentales, la de testimoniar y anunciar el Evangelio a los trabajadores y sus familias. Esta tarea es realizada por las Hermandades del Trabajo unida a la  Iglesia Católica y guiada por la Doctrina Social de la Iglesia. Sus afiliados y militantes se agrupaban en empresas o por ramas laborales, como una asociación apostólica y social.

### Últimos años
Años después fundó las Misioneras del Trabajo (1950), para servir a las hermandades que se extendieron enseguida por España e Iberoamérica.
El Concilio Vaticano II (1962-1965) influyó intelectual y espiritualmente sobre Abundio y le confirmó teológicamente.
Durante el II Encuentro Hispanoamericano de las Hermandades del Trabajo en Madrid (octubre de 1989) se sintió indispuesto, y fue ingresado en la Clínica Rúber donde falleció el 30 de noviembre. Sus restos mortales se encuentran en la capilla de las Hermandades del Trabajo —calle Raimundo Lulio, 6—.
El cardenal Antonio María Rouco Varela inició la fase diocesana del Proceso de Canonización (15 de julio de 2000), que tras concluir, se trasladó a Roma (10 de diciembre)